# Communauté de communes du Pays de L'Arbresle
La communauté de communes du Pays de L'Arbresle est une communauté de communes française, située dans le département du Rhône en région Auvergne-Rhône-Alpes.

## Composition
La communauté de communes est composée des 17 communes suivantes :

| Nom                      | Code Insee | Gentilé          | Superficie (km2) | Population (dernière pop. légale) | Densité (hab./km2) |
| ------------------------ | ---------- | ---------------- | ---------------- | --------------------------------- | ------------------ |
| L'Arbresle (siège)       | 69010      | Arbreslois       | 3,36             | 6 469 (2022)                      | 1 925              |
| Bessenay                 | 69021      | Bessenois        | 14,01            | 2 351 (2022)                      | 168                |
| Bibost                   | 69022      | Bibolands        | 5,23             | 543 (2022)                        | 104                |
| Bully                    | 69032      | Bullylois        | 12,59            | 2 144 (2022)                      | 170                |
| Chevinay                 | 69057      | Chevinois        | 8,82             | 586 (2022)                        | 66                 |
| Courzieu                 | 69067      | Courzerois       | 27,04            | 1 178 (2022)                      | 44                 |
| Dommartin                | 69076      | Dommartinois     | 7,22             | 2 607 (2022)                      | 361                |
| Éveux                    | 69083      | Éveusiens        | 3,32             | 1 169 (2022)                      | 352                |
| Fleurieux-sur-l'Arbresle | 69086      | Fleurinois       | 9,51             | 2 299 (2022)                      | 242                |
| Lentilly                 | 69112      | Lentillois       | 18,39            | 6 541 (2022)                      | 356                |
| Sain-Bel                 | 69171      | Sain-Belois      | 3,68             | 2 568 (2022)                      | 698                |
| Saint-Germain-Nuelles    | 69208      | Germinuellois    | 8,54             | 2 252 (2022)                      | 264                |
| Saint-Julien-sur-Bibost  | 69216      | Saint-Juliennois | 13,28            | 605 (2022)                        | 46                 |
| Saint-Pierre-la-Palud    | 69231      | Saint-Pierrois   | 7,53             | 2 586 (2022)                      | 343                |
| Sarcey                   | 69173      | Sarceyrois       | 9,99             | 979 (2022)                        | 98                 |
| Savigny                  | 69175      | Savignois        | 21,42            | 1 970 (2022)                      | 92                 |
| Sourcieux-les-Mines      | 69177      | Sourcieurois     | 9,96             | 2 098 (2022)                      | 211                |

## Démographie
| 1968   | 1975   | 1982   | 1990   | 1999   | 2010   | 2015   | 2021   |
| ------ | ------ | ------ | ------ | ------ | ------ | ------ | ------ |
| 17 515 | 19 117 | 23 204 | 27 124 | 31 550 | 35 964 | 37 036 | 38 637 |

## Compétences
La Communauté de Communes du Pays de L'Arbresle exerce en lieu et place des communes membres des compétences obligatoires, optionnelles et facultatives.
'

### Les compétences obligatoires

#### Aménagement de l’espace
- Aménagement de l’espace pour la conduite d’actions d’intérêt communautaire.
- Schéma de cohérence territoriale (SCOT) et schéma de secteur.

#### Actions de développement économique
- Création, aménagement, entretien et gestion de zones d’activité industrielle, commerciale, tertiaire, artisanale et touristique.
- Politique locale du commerce et soutien aux activités commerciales d’intérêt communautaire.
- Promotion du tourisme, dont la création d’offices de tourisme.

#### Gestion des milieux aquatiques et prévention des inondations (GEMAPI)
Sur le versant de l’Yzeron, sur le bassin versant de l’Azergues et sur le bassin versant Brévenne Turdine.

### Les compétences optionnelles
- Protection et mise en valeur de l’environnement,
- Politique du logement et du cadre de vie,
- Création, aménagement et entretien de la voirie,
- Action sociale d’intérêt communautaires,
- Assainissement collectif et non collectif.

Les compétences facultatives

#### Petite enfance
- Accompagnement méthodologique, technique et coordination des actions « petite enfance » conduites dans les communes du territoire communautaire.
- Création et gestion de relais petite enfance.

#### Jeunesse
- Accompagnement méthodologique, technique et coordination des actions jeunesse conduites dans les communes du territoire communautaire.
- Information jeunesse dont la création et la gestion d’un Point d’Information Jeunesse communautaire.

#### Transport et mobilité
- Transport périscolaire pour la desserte des équipements culturels, sportifs et de loisirs d’intérêt communautaire.
- Étude et maîtrise d’ouvrage des aménagements des abords de gares ferroviaires.
- Étude des schémas de dessertes routières et ferroviaires du Pays de l’Arbresle.
- Organisation d’un service de transport à la demande de personnes sur délégation.

#### Santé
- Élaboration et mise en œuvre d’un programme local de santé communautaire.
- Participation à la réalisation et à l’aménagement des équipements hospitaliers et de l’établissement d’hébergement des personnes âgées dépendantes (EHPAD) « maison de retraite intercommunale Les Collonges ».

#### Numérique
- Élaboration et mise en œuvre d’un schéma intercommunal de développement numérique.
- Établissement, entretien et exploitation de réseaux de communications électroniques.

#### Patrimoine
- Création, aménagement et gestion des bâtiments de la gendarmerie de L’Arbresle.
- Aménagement, entretien et gestion de la retenue d’eau dite « Bassin de la Falconnière » à Sourcieux-les-Mines.
- Construction, entretien et fonctionnement d’équipements sportifs :

– L’Archipel, centre aquatique du Pays de L’Arbresle (Sain-Bel) ;
– Le boulodrome de Grands Champs (Sain-Bel) ;
– Le complexe sportif de Grands Champs (Sain-Bel) ;
– Le plateau d’éducation physique de Grands Champs (Sain-Bel) ;
– le complexe rugbystique du Pays de L’Arbresle (Fleurieux-sur-L’Arbresle).
– les tennis couverts non démontables à vocation communautaire sur les communes de Lentilly, Saint-Pierre-la-Palud, Saint-Germain-Nuelles et Bessenay.

## Historique
Le 1er janvier 1995, la communauté de communes du Pays de L'Arbresle est créée et composée de 15 communes.
En 1997, deux communes rejoignent le groupement, Courzieu et Dommartin, ce qui porte à 17 le nombre de communes adhérentes.
En 2000, Lentilly intègre la communauté de communes constituée alors de 18 communes.
Le 1er janvier 2013, l'intercommunalité passe de 18 à 17 communes au moment de la fusion de Saint-Germain-sur-l'Arbresle et Nuelles qui forment Saint-Germain-Nuelles.